# Jeff Lorber

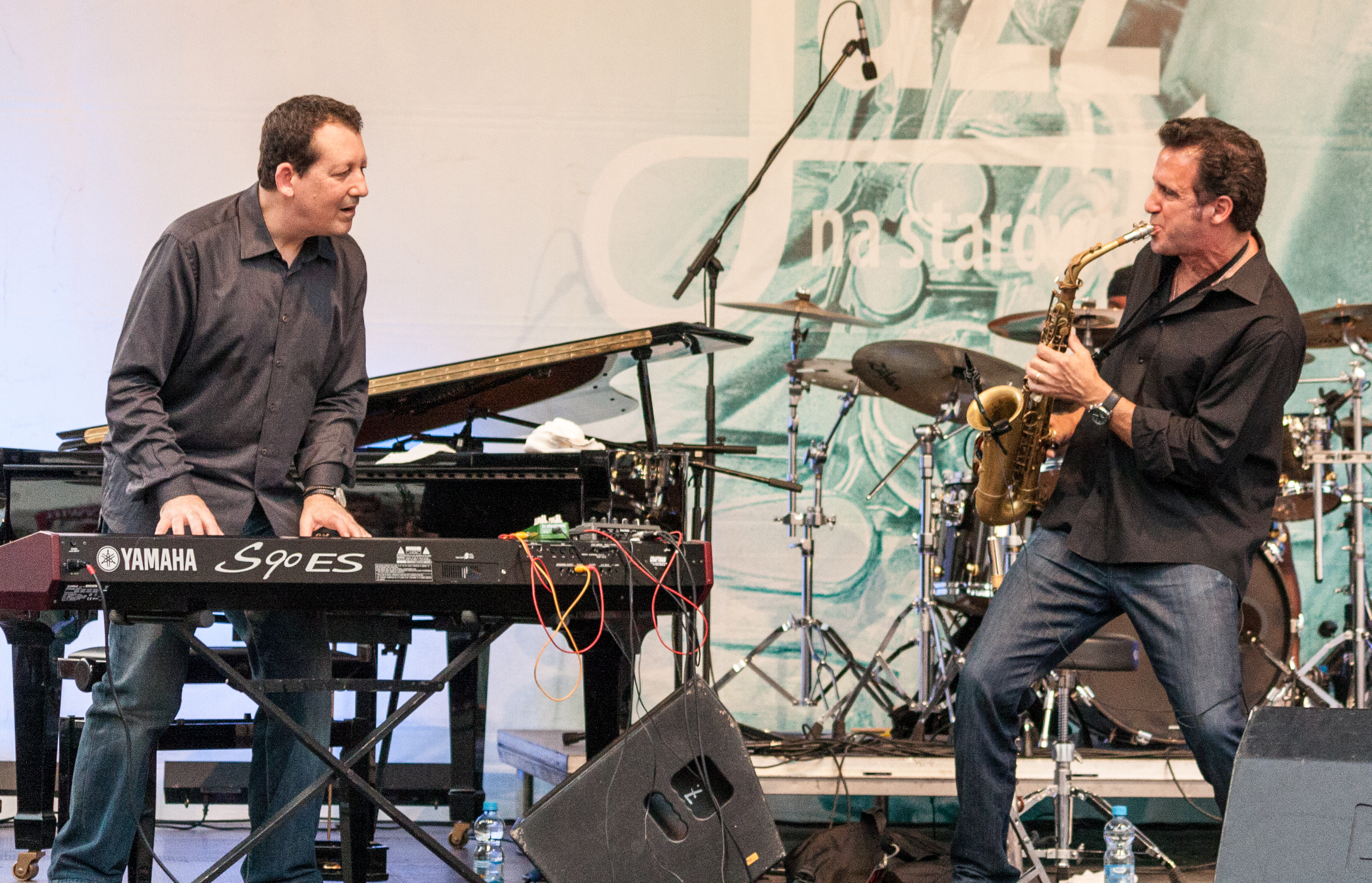
Jeff Lorber Fusion feat. Eric Marienthal podczas festiwalu Jazz na Starówce, 2012

Jeff Lorber (ur. 4 listopada 1952 w Filadelfii w stanie Pensylwania) – amerykański klawiszowiec, kompozytor i producent muzyczny, nominowany do nagrody Grammy.
25 listopada 2009 wystąpił wraz z Marcinem Nowakowskim w warszawskim klubie Capitol z okazji zdobycia statusu złotej płyty przez album Better Days.

## Dyskografia

### Albumy studyjne (The Jeff Lorber Fusion)
- The Jeff Lorber Fusion (1977, Inner City)
- Soft Space (1978, Inner City)
- Water Sign (1979, Arista)
- Wizard Island (1980, Arista)
- Galaxian (1981, Arista)

### Albumy studyjne (solowe)
- It's a Fact (1982, Arista)
- In The Heat Of The Night (1984, Arista)
- Lift Off (1984, Arista)
- Step by Step (1984, Arista)
- Private Passion (1986, Warner Bros.)
- Worth Waiting For (1991, Verve Forecast)
- West Side Stories (1994, Verve Forecast)
- State of Grace (1994, Verve Forecast)
- Midnight (1998, Zebra)
- Kickin' It (2001, Samson)
- Philly Style (2003, Narada Jazz)
- Flipside (2005, Narada Jazz)
- He Had A Hat (2007, Blue Note)
- Heard That (2008, Peak)

### Kompilacje
- The Definitive Collection (2000, Arista)
- The Very Best of Jeff Lorber (2002, GRP/Verve)

### Jako muzyk sesyjny, producent
- Marcin Nowakowski – Better Days (2009, Smooth Jazz Records)[4]